# LNFA Serie A 2020
La LNFA Serie A 2020 è la 26ª edizione del campionato di football americano di primo livello, organizzato dalla FEFA.
Il 12 marzo la Federazione ha bloccato la stagione a seguito della pandemia di COVID-19 del 2019-2021.
Il 21 giugno il campionato è stato annullato.

## Squadre partecipanti
| Club                   | Città                     | Stadio | Sponsor ufficiale | Risultato nella stagione 2019 |
| ---------------------- | ------------------------- | ------ | ----------------- | ----------------------------- |
| Badalona Dracs         | Badalona                  |        |                   |                               |
| Camioneros de Coslada  | Coslada                   |        |                   |                               |
| Fuengirola Potros      | Fuengirola                |        |                   |                               |
| Gijón Mariners         | Gijón                     |        |                   |                               |
| L'Hospitalet Pioners   | L'Hospitalet de Llobregat |        |                   |                               |
| Las Rozas Black Demons | Las Rozas de Madrid       |        | LG OLED           |                               |
| Mallorca Voltors       | Palma di Maiorca          |        |                   |                               |
| Murcia Cobras          | Murcia                    |        |                   |                               |
| Osos de Rivas          | Rivas-Vaciamadrid         |        |                   |                               |
| Zaragoza Hurricanes    | Saragozza                 |        |                   |                               |

## Stagione regolare

### Calendario

#### 1ª giornata
| 11 gennaio 2020, ore 17:00 | Murcia Cobras | 7 – 21 referto | Las Rozas Black Demons |  |

| 12 gennaio 2020, ore 11:00 | Gijón Mariners | 22 – 29 referto | L'Hospitalet Pioners |  |

| 12 gennaio 2020, ore 12:00 | Camioneros de Coslada | 6 – 16 referto | Fuengirola Potros |  |

| 12 gennaio 2020, ore 12:30 | Badalona Dracs | 10 – 7 referto | Osos de Rivas |  |

#### 2ª giornata
| 18 gennaio 2020, ore 12:00 | Zaragoza Hurricanes | 8 – 6 referto | Gijón Mariners |  |

| 18 gennaio 2020, ore 15:00 | L'Hospitalet Pioners | 28 – 49 referto | Osos de Rivas |  |

| 18 gennaio 2020, ore 17:00 | Murcia Cobras | 45 – 0 referto | Camioneros de Coslada |  |

| 19 gennaio 2020, ore 12:00 | Fuengirola Potros | 6 – 41 referto | Mallorca Voltors |  |

#### 3ª giornata
| 1º febbraio 2020, ore 14:00 | L'Hospitalet Pioners | 21 – 40 referto | Badalona Dracs |  |

| 1º febbraio 2020, ore 16:00 | Osos de Rivas | 34 – 0 referto | Zaragoza Hurricanes |  |

| 1º febbraio 2020, ore 17:00 | Camioneros de Coslada | 6 – 14 referto | Las Rozas Black Demons |  |

| 2 febbraio 2020, ore 12:00 | Mallorca Voltors | 41 – 16 referto | Murcia Cobras |  |

#### 4ª giornata
| 8 febbraio 2020, ore 15:00 | Gijón Mariners | 20 – 46 referto | Osos de Rivas |  |

| 8 febbraio 2020, ore 17:00 | Murcia Cobras | 20 – 14 referto | Fuengirola Potros |  |

| 9 febbraio 2020, ore 11:30 | Badalona Dracs | 52 – 14 referto | Zaragoza Hurricanes |  |

| 9 febbraio 2020, ore 12:00 | Mallorca Voltors | 38 – 39 referto | Las Rozas Black Demons |  |

#### 5ª giornata
| 23 febbraio 2020, ore 12:00 | Camioneros de Coslada | 20 – 31 referto | Mallorca Voltors |  |

| 23 febbraio 2020, ore 12:00 | Fuengirola Potros | 19 – 55 referto | Las Rozas Black Demons |  |

| 23 febbraio 2020, ore 12:30 | Badalona Dracs | 55 – 21 referto | Gijón Mariners |  |

| 23 febbraio 2020, ore 13:00 | Zaragoza Hurricanes | 0 – 53 referto | L'Hospitalet Pioners |  |

#### 6ª giornata
| 29 febbraio 2020, ore 16:00 | Osos de Rivas | 38 – 39 referto | Badalona Dracs |  |

| 29 febbraio 2020, ore 18:00 | Las Rozas Black Demons | 28 – 0 referto | Murcia Cobras |  |

| 1º marzo 2020, ore 12:00 | Fuengirola Potros | 35 – 6 referto | Camioneros de Coslada |  |

| 1º marzo 2020, ore 13:00 | L'Hospitalet Pioners | 30 – 19 referto | Gijón Mariners |  |

#### 7ª giornata
| 14 marzo 2020, ore 16:00 | Gijón Mariners | - – - referto | Zaragoza Hurricanes |  |

| 14 marzo 2020, ore 16:00 | Osos de Rivas | - – - referto | L'Hospitalet Pioners |  |

| 15 marzo 2020, ore 12:00 | Mallorca Voltors | - – - referto | Fuengirola Potros |  |

| 15 marzo 2020, ore 12:00 | Camioneros de Coslada | - – - referto | Murcia Cobras |  |

#### 8ª giornata
| 21 marzo 2020, ore 17:00 | Murcia Cobras | - – - referto | Mallorca Voltors |  |

| 22 marzo 2020, ore 12:00 | Zaragoza Hurricanes | - – - referto | Osos de Rivas |  |

| 22 marzo 2020, ore 12:00 | Las Rozas Black Demons | - – - referto | Camioneros de Coslada |  |

| 22 marzo 2020, ore 12:30 | Badalona Dracs | - – - referto | L'Hospitalet Pioners |  |

#### 9ª giornata
| 4 aprile 2020, ore 16:00 | Osos de Rivas | - – - referto | Gijón Mariners |  |

| 4 aprile 2020, ore 17:00 | Las Rozas Black Demons | - – - referto | Mallorca Voltors |  |

| 5 aprile 2020, ore 12:00 | Zaragoza Hurricanes | - – - referto | Badalona Dracs |  |

| 5 aprile 2020, ore 12:00 | Fuengirola Potros | - – - referto | Murcia Cobras |  |

#### 10ª giornata
| 18 aprile 2020, ore 15:00 | L'Hospitalet Pioners | - – - referto | Zaragoza Hurricanes |  |

| 18 aprile 2020, ore 16:00 | Gijón Mariners | - – - referto | Badalona Dracs |  |

| 18 aprile 2020, ore 17:00 | Las Rozas Black Demons | - – - referto | Fuengirola Potros |  |

| 19 aprile 2020, ore 12:00 | Mallorca Voltors | - – - referto | Camioneros de Coslada |  |

### Classifiche
Le classifiche della regular season sono le seguenti:
- PCT = percentuale di vittorie, G = partite giocate, V = partite vinte,  P = partite perse, PF = punti fatti, PS = punti subiti

#### LNFA Serie A
| Pos. | Squadra                | PCT   | G | V | N | P | PF  | PS  |
| ---- | ---------------------- | ----- | - | - | - | - | --- | --- |
| 1    | Las Rozas Black Demons | 1.000 | 5 | 5 | 0 | 0 | 157 | 70  |
| 2    | Badalona Dracs         | 1.000 | 5 | 5 | 0 | 0 | 196 | 101 |
| 3    | Mallorca Voltors       | .750  | 4 | 3 | 0 | 1 | 151 | 81  |
| 4    | Osos de Rivas          | .600  | 5 | 3 | 0 | 2 | 174 | 97  |
| 5    | L'Hospitalet Pioners   | .600  | 5 | 3 | 0 | 2 | 161 | 130 |
| 6    | Murcia Cobras          | .400  | 5 | 2 | 0 | 3 | 88  | 104 |
| 7    | Fuengirola Potros      | .400  | 5 | 2 | 0 | 3 | 90  | 128 |
| 8    | Zaragoza Hurricanes    | .250  | 4 | 1 | 0 | 3 | 22  | 145 |
| 9    | Camioneros de Coslada  | .000  | 5 | 0 | 0 | 5 | 38  | 141 |
| 10   | Gijón Mariners         | .000  | 5 | 0 | 0 | 5 | 88  | 168 |

#### Girone Nord
| Pos. | Squadra              | PCT   | G | V | N | P | PF  | PS  |
| ---- | -------------------- | ----- | - | - | - | - | --- | --- |
| 1    | Badalona Dracs       | 1.000 | 5 | 5 | 0 | 0 | 196 | 101 |
| 2    | Osos de Rivas        | .600  | 5 | 3 | 0 | 2 | 174 | 97  |
| 4    | L'Hospitalet Pioners | .600  | 5 | 3 | 0 | 2 | 161 | 130 |
| 3    | Zaragoza Hurricanes  | .250  | 4 | 1 | 0 | 3 | 22  | 145 |
| 5    | Gijón Mariners       | .000  | 5 | 0 | 0 | 5 | 88  | 168 |

#### Girone Sud
| Pos. | Squadra                | PCT   | G | V | N | P | PF  | PS  |
| ---- | ---------------------- | ----- | - | - | - | - | --- | --- |
| 1    | Las Rozas Black Demons | 1.000 | 5 | 5 | 0 | 0 | 157 | 70  |
| 2    | Mallorca Voltors       | .750  | 4 | 3 | 0 | 1 | 151 | 81  |
| 3    | Murcia Cobras          | .400  | 5 | 2 | 0 | 3 | 88  | 104 |
| 4    | Fuengirola Potros      | .400  | 5 | 2 | 0 | 3 | 90  | 128 |
| 5    | Camioneros de Coslada  | .000  | 5 | 0 | 0 | 5 | 38  | 141 |

## Playoff

### Tabellone
|  | Wild Card | Wild Card | Wild Card |     |  | Semifinali | Semifinali | Semifinali |  |  | XXVI Spanish Bowl | XXVI Spanish Bowl | XXVI Spanish Bowl |  |
|  |           |           |           |     |  |            |            |            |  |  |                   |                   |                   |  |
|  |           |           |           |     |  | 1N         | TBD        |            |  |  |                   |                   |                   |  |
|  |           |           |           |     |  | 1N         | TBD        |            |  |  |                   |                   |                   |  |
|  |           |           |           | TBD |  |            |            |            |  |  |                   |                   |                   |  |
|  | 2S        | TBD       |           |     |  |            |            |            |  |  |                   |                   |                   |  |
|  | 2S        | TBD       |           |     |  |            |            |            |  |  |                   |                   |                   |  |
|  | 3N        | TBD       |           |     |  |            |            |            |  |  |                   |                   |                   |  |
|  | 3N        | TBD       | TBD       |     |  |            |            |            |  |  |                   |                   |                   |  |
|  |           |           |           |     |  |            |            |            |  |  |                   |                   |                   |  |
|  |           |           | TBD       |     |  |            |            |            |  |  |                   |                   |                   |  |
|  |           |           |           |     |  |            |            |            |  |  |                   |                   |                   |  |
|  |           |           |           |     |  |            |            |            |  |  |                   |                   |                   |  |
|  |           |           |           |     |  |            |            |            |  |  |                   |                   |                   |  |
|  |           | 1S        | TBD       |     |  |            |            |            |  |  |                   |                   |                   |  |
|  |           |           |           |     |  |            |            |            |  |  |                   |                   |                   |  |
|  |           |           |           | TBD |  |            |            |            |  |  |                   |                   |                   |  |
|  | 2N        | TBD       |           |     |  |            |            |            |  |  |                   |                   |                   |  |
|  | 2N        | TBD       |           |     |  |            |            |            |  |  |                   |                   |                   |  |
|  | 3S        | TBD       |           |     |  |            |            |            |  |  |                   |                   |                   |  |

### Wild Card
| 25-26 aprile 2020 | TBD | - – - | TBD |  |

| 25-26 aprile 2020 | TBD | - – - | TBD |  |

### Semifinali
| 9-10 maggio 2020 | TBD | - – - | TBD |  |

| 9-10 maggio 2020 | TBD | - – - | TBD |  |

### XXVI Spanish Bowl
| 30-31 maggio 2020 | TBD | - – - | TBD |  |